# Cristóbal de Morales (pintor)

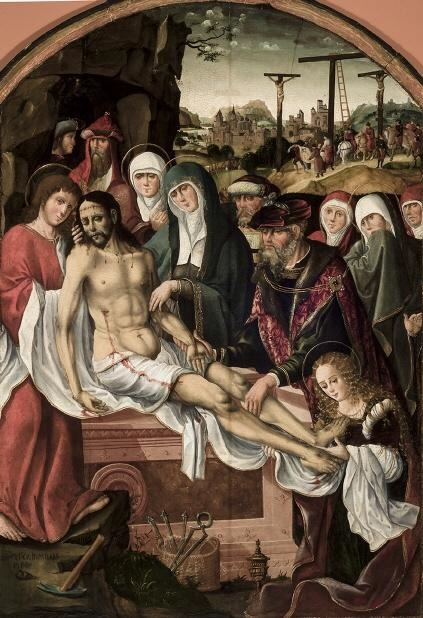
Santo Entierro, firmado "XROVAL DE MORALES PINTOR", óleo sobre tabla, 177 x 124 cm, Museo de Bellas Artes de Sevilla.

Cristóbal de Morales (fl. 1509-1542), fue un pintor renacentista español y cantor activo en Sevilla. 

## Biografía
Documentado desde 1509 en diversas labores menores –cobros por la pintura de escudos y rejas de ventanas, además de por las ciento cuarenta banderas que pintó para la flota que en 1513 partió a las Indias—, y como alcalde del gremio de pintores de Sevilla en 1511, no hay noticias de trabajos de pintura historiada hasta 1518, cuando contrató con Rodrigo de Troche, alcalde mayor de Sevilla, la pintura de un retablo para Villanueva del Fresno, actualmente perdido. En 1526 participó con otros pintores en la decoración de los arcos triunfales para el recibimiento del emperador Carlos V en Sevilla. A una fecha próxima ha de corresponder la única obra firmada que se ha conservado y que le puede ser atribuida con seguridad: el Santo Entierro del Museo de Bellas Artes, en el que se ha creído ver un retrato del emperador en uno de los santos varones. Su estilo, influido por la pintura flamenca, ha hecho que se le atribuya en la catedral de Sevilla el llamado Retablo de las Doncellas, en su capilla.
En 1527 cobró por algunas pinturas destinadas a la iglesia del Sagrario de Sevilla y por otros documentos consta que en 1530 se le debía un retablo que había pintado para la iglesia de Santa María Magdalena  de Arahal, pinturas todas ellas perdidas. De 1542 son las últimas noticias que han llegado hasta nuestros días: en esa fecha, su segunda esposa, Catalina de Villalobos, firmó su testamento declarando que hacía seis años que su marido había abandonado Sevilla. En él dejaba por herederos universales a sus hijos y como su tutor y administrador de sus bienes a su propio padre, abuelo de los niños, y no al pintor, que por este documento es posible afirmar que aún vivía, «por cuanto el dicho Cristóbal de Morales mi marido es hombre disipador e disiparía los bienes de los dichos mis hijos».
Simultaneó su carrera de pintor con la de cantor. Cristóbal de Morales sirvió como cantor y pintor a los duques de Medina Sidonia entre 1513 y 1542, pero es posible que continuara como pintor ducal hasta 1551.